# Campeonato Sul-Americano de Rugby de 1985
O Campeonato Sul-Americano de Rugby de 1985 foi a XIV edição deste torneio.

O torneio foi realizado em Assunção (Uruguai).
Participaram as equipas de Argentina, Chile, Paraguai e Uruguai.

A Seleção Argentina ganhou o título.

## Jogos
| 16 de Setembro de 1985 |         |       |          |
| Paraguai               | 12 - 15 | Chile | Assunção |
|                        |         |       | Assunção |

| 17 de Setembro de 1985 |         |         |          |
| Argentina              | 63 - 16 | Uruguai | Assunção |
|                        |         |         | Assunção |

| 19 de Setembro de 1985 |        |       |          |
| Argentina              | 59 - 6 | Chile | Assunção |
|                        |        |       | Assunção |

| 19 de Setembro de 1985 |       |         |          |
| Paraguai               | 9 - 9 | Uruguai | Assunção |
|                        |       |         | Assunção |

| 21 de Setembro de 1985 |         |           |          |
| Paraguai               | 3 - 102 | Argentina | Assunção |
|                        |         |           | Assunção |

| 21 de Setembro de 1985 |        |       |          |
| Uruguai                | 10 - 3 | Chile | Assunção |
|                        |        |       | Assunção |

### Classificação
| Seleção   | Vitórias | Empates | Derrotas | Pontos a favor | Pontos contra | Pontos +/- | Pontos |
| --------- | -------- | ------- | -------- | -------------- | ------------- | ---------- | ------ |
| Argentina | 3        | 0       | 0        | 224            | 25            | +199       | 6      |
| Uruguai   | 1        | 1       | 1        | 35             | 75            | -40        | 3      |
| Chile     | 1        | 0       | 2        | 24             | 81            | -57        | 2      |
| Paraguai  | 0        | 1       | 2        | 24             | 126           | -102       | 1      |

Pontuação: Vitória = 2, Empate = 1, Derrota = 0 

## Campeão
| Campeonato Sul-Americano de Rugby 1985 |
| -------------------------------------- |
| ARGENTINA Campeã (13º título)          |